# Медоуз, Эрл
Эрл Элмер Медоуз (англ. Earle Elmer Meadows; 1913—1992) — американский легкоатлет, прыгун с шестом. Олимпийский чемпион 1936 года. Его триумф запечатлён в фильме Лени Рифеншталь «Олимпия». Чемпион США 1935 года. Трёхкратный чемпион США в помещении (1937, 1940, 1941).

## Карьера
Первых успехов добился, выступая за команду Университета Южной Калифорнии, где долгое время конкурировал с Биллом Сефтоном. В 1935 году на национальном чемпионате США они поделили первое место. Вместе с Сефтоном он отправился и на Олимпийские игры в Берлин. Но там удача ждала лишь Медоуза, одержавшего победу над всеми своими соперниками. Сефтон же остался четвёртым, пропустив вперёд двух японских атлетов — Сюхэя Нисиду и Суэо Оэ. На пятом месте расположился третий представитель США Билл Грабер.
В мае 1937 года Медоуз и Сефтон установили новый мировой рекорд в 4,48 м, а затем в 4,54 м. В 1941 году Эрл установил два рекорда планеты в помещении. В конце 1940-х результаты Медоуза стали заметно хуже, он едва перепрыгивал планку в 4,40 и вскоре завершил карьеру. На пенсии имел бизнес по продаже музыкальных инструментов.
В 1996 году был введён в Зал славы лёгкой атлетики США. В 2016 году был введён в Зал славы лёгкой атлетики Техаса.